# Jarmar Gulley
Jarmar Gulley (Beaumont, Texas, 12 de marzo de 1991) es un baloncestista estadounidense que pertenece a la plantilla de Gaziantep BŞB de la Basketbol Süper Ligi, la primera división del baloncesto turco. Con 1,96 metros de estatura, juega en la posición de escolta y alero.

## Trayectoria deportiva
Jugó durante dos temporadas con Highland Community College en Kansas desde 2009 a 2011, año en el que ingresaría en Missouri State Bears con el que jugaría durante 3 temporadas (2011–2014).
Tras no ser elegido en el Draft de la NBA de 2014, el 5 de agosto de 2014, Gulley firmó su primer contrato profesional con Musel Pikes de Luxemburgo, en el que jugaría durante 4 temporadas.
El 15 de julio de 2018, Gulley firmó un contrato de un año con Maccabi Ra'anana de la Ligat Winner. En 31 partidos jugados para Ra'anana, terminó la temporada como el segundo máximo anotador de la liga (23.7 puntos por juego) y segundo en clasificación de eficiencia (24.6 por juego), para ir con 6.5 rebotes, 4.9 asistencias y 2.6 robos por partido. Gulley llevó a Ra'anana a las Semifinales de la Ligat Winner de 2019, donde finalmente fueron eliminados por Maccabi Haifa.
El 5 de abril de 2019, Gulley ganó el MVP de la temporada regular de la Ligat Winner.
El 17 de julio de 2019, Gulley firmó un contrato de un año con Hapoel Gilboa Galil Elyon de la Ligat Winner.  El 27 de octubre de 2019, Gully anotó 26 puntos, 5 rebotes, 5 asistencias y 3 robos, incluido un triple en el último segundo para darle a Hapoel Gilboa Galil Elyon una victoria de 91-89 en tiempo extra sobre Maccabi Ashdod.
El 31 de enero de 2020, Gulley fue nombrado MVP del mes de enero de la Liga Israelí después de promediar 19.4 puntos, 8.4 rebotes, 5.4 asistencias y 1.6 robos en cuatro juegos jugados durante ese mes.
En julio de 2020, se compromete con el Darüşşafaka S.K. de la Basketbol Süper Ligi, la primera división del baloncesto turca.
En la temporada 2021-22, firma por el Gaziantep BŞB de la Basketbol Süper Ligi, la primera división del baloncesto turco.